# Aberdour Castle

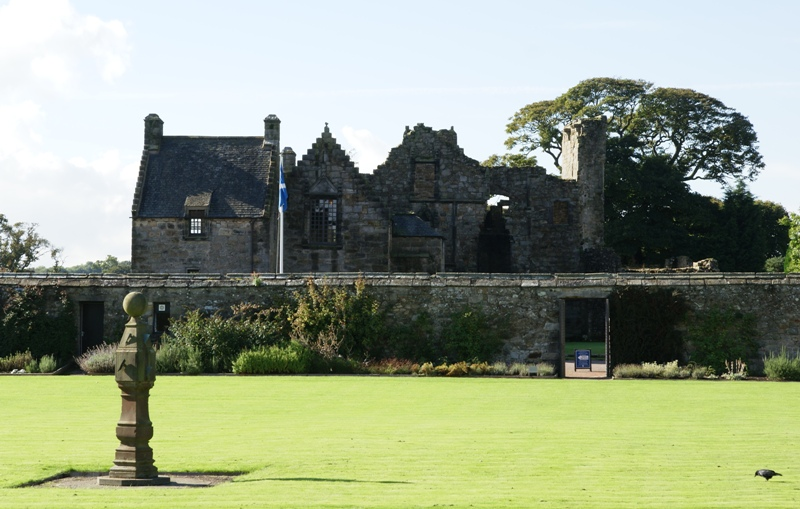
Aberdour Castle, gezien vanuit de zeventiende-eeuwse ommuurde tuin.

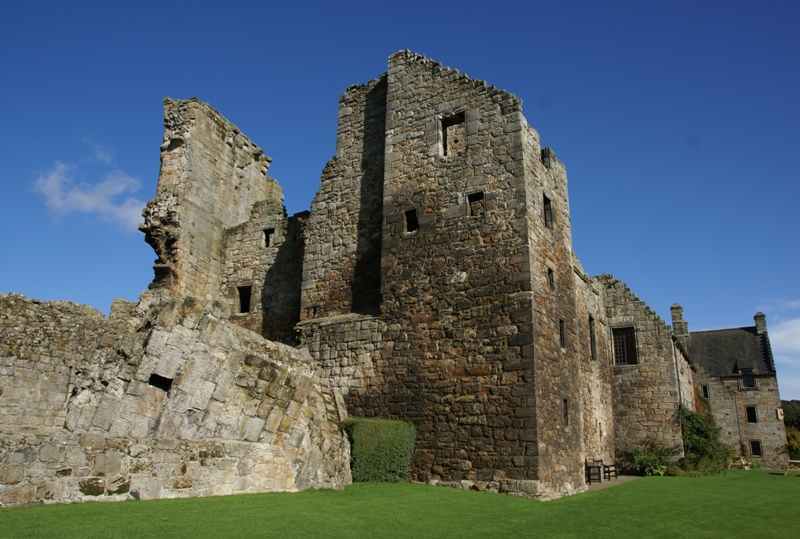
De veertiende-eeuwse woontoren. Een deel van het metselwerk is ingestort.

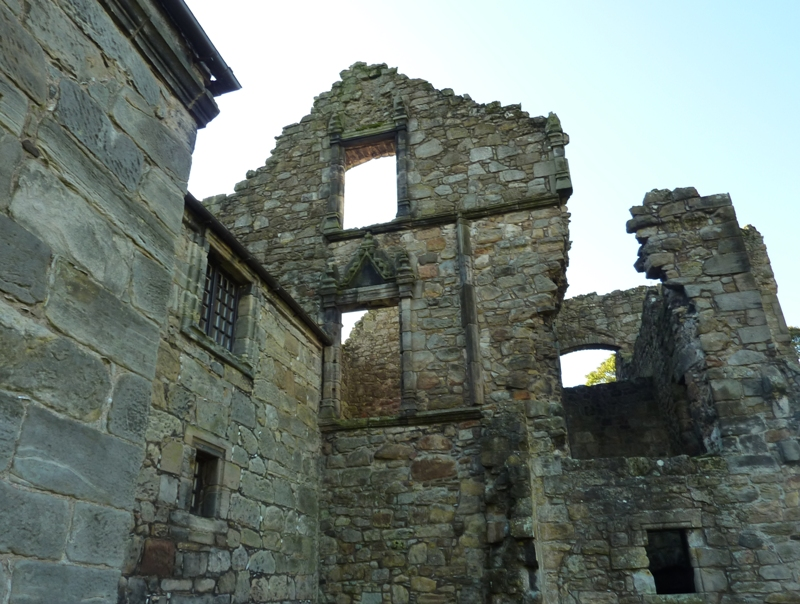
De woontoren gezien vanaf de binnenplaats.

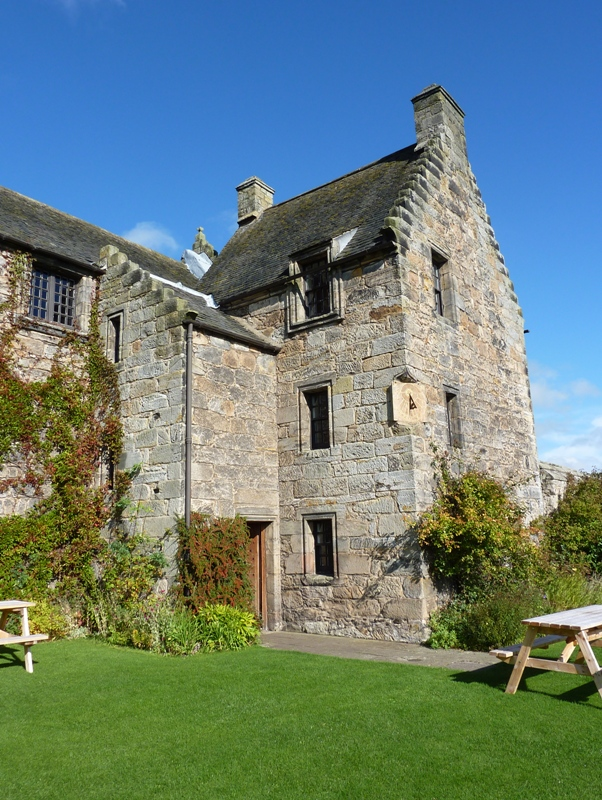
Deel van de zeventiende-eeuwse oostvleugel met zonnewijzer.

Aberdour Castle is een kasteel, gelegen in Aberdour in de Schotse regio Fife. Het kasteel werd gebouwd door de familie De Mortimer in de dertiende eeuw. Vanaf de veertiende eeuw is het kasteel eigendom van de familie Douglas, die vooral in de zestiende en zeventiende eeuw het kasteel uitbreidde. In de achttiende eeuw werd het kasteel door brand onbewoonbaar.

## Geschiedenis

### De Mortimer
Aan het begin van de twaalfde eeuw verwierf Alan de Mortimer de baronie van Aberdour. Zijn familie bouwde Aberdour Castle en de nabijgelegen St Fillan's Church. Het kasteel was in die tijd een rechthoekig gebouw van twee verdiepingen. De kerk werd later - uiterlijk in 1216 - geschonken aan Inchcolm Abbey.

### Douglas
In 1325 gaf Robert the Bruce de baronie van Aberdour aan zijn neef Thomas Randolph, graaf van Moray. In 1342 gaf een jongere zoon van de graaf de baronie vervolgens aan Sir William Douglas, wiens dapperheid op het slagveld hem de titel the flower of chivalry (de bloem van de ridderlijkheid) had opgeleverd. Aberdour Castle bleef sindsdien eigendom van de familie Douglas. In 1386 maakte het kasteel deel uit van de baronie van Dalkeith. Tussen 1456 en 1458 werd het kasteel eigendom van James Douglas, derde Lord Dalkeith, die in 1458 benoemd werd tot graaf van Morton door zijn huwelijk met Joanna, de dove dochter van Jacobus I.
In de vijftiende eeuw werd Aberdour Castle verbouwd tot een woontoren.

### Zestiende eeuw
In 1553 werd James Douglas, vierde graaf van Morton eigenaar van Aberdour Castle. Hij werd in 1563 benoemd tot Lord Chancellor (kanselier) van Schotland. In 1566 werd hij beschuldigd van betrokkenheid bij de moord op David Rizzio, de secretaris van Mary, Queen of Scots, en vluchtte hij naar Engeland. In december van datzelfde jaar was de graaf weer in de gratie bij de koningin. Niet lang na de moord op Lord Darnley, de tweede man van Mary, in februari 1567, accepteerde de graaf van Morton Mary's overgave in Carberry. In juni van dat jaar zorgde hij ervoor dat Mary in Lochleven Castle afstand deed van de troon ten gunste van haar minderjarige zoon Jacobus.
Tussen 1572 en 1578 bekleedde hij de functie van regent van Schotland. Het was in deze periode dat hij Aberdour Castle verbouwde met een centrale vleugel, tuinterrassen aanlegde en een duiventil realiseerde. Twee jaar na zijn aftreden als regent werd hij van hoogverraad beschuldigd voor zijn deel in de moord op Lord Darnley en opgesloten in Edinburgh Castle. Ondanks het feit dat er geen bewijzen tegen hem werden aangevoerd, werd hij op 2 juni 1581 onthoofd met de maiden, een soort guillotine, die door hem in Schotland was geïntroduceerd.
In 1588 kwam Aberdour Castle in handen van Sir William Douglas van Lochleven, die Mary, Queen of Scots gevangen had gehouden in zijn kasteel voor haar troonsafstand. Hij was de zevende graaf van Morton.

### Zeventiende eeuw
Na de dood van Sir William Douglas in 1606 werd hij opgevolgd door zijn kleinzoon Robert Douglas, achtste graaf van Morton. Hij was Lord High Treasurer of Scotland en maakte van Aberdour Castle zijn belangrijkste residentie. Hij breidde het kasteel uit met een oostvleugel met galerij en een ommuurde tuin. Hij overleed in Kirkwall in 1648.
In de jaren tachtig van de zeventiende eeuw bracht een brand grote schade toe aan Aberdour Castle. Gezien de hoge reparatiekosten werd enkel de oostvleugel hersteld.

### Vanaf de achttiende eeuw
Een brand in 1715, veroorzaakt door in het kasteel gelegerde troepen van het Huis Hannover, maakte het kasteel onbewoonbaar. De familie Douglas verliet het kasteel en betrok het nabijgelegen Aberdour House. De oostvleugel werd later onder andere nog gebruikt als barak en als schoollokaal. In 1924 werd Aberdour Castle in staatsbeheer gegeven.

## Bouw
Aberdour Castle had een E-vormige plattegrond. De lange zijde van de E is noordoost-zuidwest georiënteerd. De uitstekende delen van de E liggen noordwest-zuidoost. De middelste streep van de E wordt gevormd door de veertiende-eeuwse woontoren met aan de zuidoostelijke zijde de centrale vleugel uit de zestiende eeuw. Bijzonder aan de centrale vleugel zijn dat erin gangen zijn aangelegd, waardoor men niet meer door alle vertrekken heen moest, zoals tot die tijd gebruikelijk was.
Aan de zuidwestelijke punt van de centrale vleugel lag de westvleugel (noordwest-zuidoost) die bestond uit dienstgebouwen met onder andere een bakkerij met twee grote ovens en een brouwerij. De oostvleugel, die in het verlengde ligt van de centrale vleugel, stamt uit de zeventiende eeuw en heeft een L-vormige plattegrond. Op de begane grond bevonden zich de stallen en op de eerste verdieping een galerij met privévertrekken in de uitstekende, korte vleugel. In deze vleugel bevindt zich op de eerste verdieping een beschilderd plafond met afbeeldingen van vruchten, bloemen en engeltjes.
Aan de zuidoostelijke zijde van het kasteel liggen vier L-vormige tuinterrassen, aangelegd in de zestiende eeuw, een fruitboomgaard en een duiventil. Aan de noordoostelijke zijde van het kasteel ligt een ommuurde tuin, aangelegd in de eerste helft van de zeventiende eeuw. Ten zuidwesten van de ommuurde tuin en ten noordoosten van de terrassen ligt de van oorsprong twaalfde-eeuwse St Fillan's Church.
De oorspronkelijke toegang tot Aberdour Castle lag aan de noordzijde en werd gevormd door een zeventiende-eeuwse poort. Deze poort werd in 1890 verplaatst naar een plek ten westen van het kasteel om ruimte te maken voor de aanleg van een spoorweg.

## Beheer
Aberdour Castle wordt beheerd door Historic Environment Scotland.